# Manuel Galeano
Manuel Romero Galeano (Doctor Juan León Mallorquín, Departamento de Alto Paraná, Paraguay, 14 de marzo de 1993) es un futbolista paraguayo. Se desempeña como Defensa en el club Xelajú de la Liga Guate Banrural. 
Aunque Manuel tuvo procesos formativos en categorías menores, en equipos como Club de Gimnasia y Esgrima La Plata de Argentina, Naval de Chile y Danubio Fútbol Club de Uruguay, no fue si no en General Caballero donde haría su debut absoluto, y donde jugaría por 9 años seguidos en el club de su ciudad. Para junio de 2025 oficializa su fichaje con el Xelajú de Guatemala, teniendo su primera experiencia como legionario en categoría absoluta antes de emigrar al fútbol guatemalteco. Romero fue pretendido por el Olimpia de Paraguay, pero no pudo fichar por la sanción de la FIFA al club en 2022, la cual le imposibilitaba hacer fichajes.

## Clubes
| Club              | País      | Año         |
| ----------------- | --------- | ----------- |
| General Caballero | Paraguay  | 2016- 2025  |
| Xelajú            | Guatemala | 2025 - Act. |

## Palmarés

### Campeonatos nacionales
| Título                      | Club              | País     | Año  |
| --------------------------- | ----------------- | -------- | ---- |
| Primera División B Nacional | General Caballero | Paraguay | 2018 |
| División Intermedia         | General Caballero | Paraguay | 2021 |